# هايدي راسخ
هيدي راسخ (5 أكتوبر 1972 -) هي سيدة مجتمع مصرية، وزوجة رجل الأعمال علاء مبارك ابن الرئيس السابقي حسني مبارك، وابنة رجل الأعمال مجدي راسخ.

## حياتها
هيدي محمد مجدي حسين راسخ ولدت بالإسماعيلية 5 أكتوبر 1972 وهي نجلة رجل الأعمال المصري مجدي راسخ وزوجة علاء مبارك نجل رئيس مصر الأسبق حسني مبارك.
تخرجت من كلية الاقتصاد بالجامعة الأمريكية بالقاهرة.
تزوجت هيدي راسخ من علاء مبارك عام 1991 وانجبت محمد علاء مبارك (1997-2009) وعمر علاء مبارك عام 2000. طوال فترة حكم الرئيس الأسبق حسني مبارك لم تظهر هيدي إلا في مناسبات قليلة منها عام 2006 فقد تواجدت مع أسرة الرئيس الأسبق مبارك في حدث مشاهدة كسوف الشمس
في عام 2009، وبعد رحيل نجلها الأكبر محمد. كان ذلك بداية الظهور الرسمي لهيدي راسخ حيث أسست رفقة زوجها جمعية خيرية تحمل اسم محمد علاء مبارك وقد أجرى معها حوار آنذاك الاعلامي محمود محمود سعد في إحدى احتفالات تكريم أطفال الأقاليم والمحافظات من حفظة القرآن الكريم.
كما حضرت قداس عيد الميلاد المجيد سنة 2011 وقد كان ذلك قبل أيام قليلة من اندلاع أحدث 25 يناير 2011

## غسلالكعبة
في الثالث من يناير عام 2010، والذي يعد أول ذكرى ميلاد لمحمد علاء مبارك بعد رحيله، كانت هيدي رفقة علاء مبارك يشاركان في غسل الكعبة المشرفة. وبمشاركة هيدي في غسل الكعبة المشرفة فهي تعتبر أول إمراءة تشارك في غسل الكعبة المشرفة.